# Oberdorf (Haut-Rhin)
Oberdorf korábbi község Franciaországban, Haut-Rhin megyében. Lakosainak száma 593 fő (2018. január 1.). Oberdorf Grentzingen, Willer, Steinsoultz, Waldighofen és Riespach községekkel határos.
2016. január 1-jén Grentzingen és Henflingen korábbi községgel egyesült és az így létrejött Illtal új község része lett.

## Népesség
A település népességének változása:
| Lakosok száma | 427  | 423  | 449  | 513  | 568  | 563  | 596  | 1429 | 613  | 593  |
|               | 1962 | 1968 | 1975 | 1990 | 1999 | 2008 | 2013 | 2016 | 2017 | 2018 |